# 屍殺帝國
，是2018年上映的一部韓國古裝動作喪屍電影，由《共助》的導演金成勳執導，玄彬及张东健主演，電影於2018年10月25日在韓國上映。

## 劇情概要
不是僅在夜晚活動的生者，也不是死的人，在這樣的「夜鬼」猖獗的世界裡，王子李清回到處在危機中的朝鮮，遇到四處和夜鬼對抗的最高武官朴宗司官一行人，無意中與掃蕩夜鬼群的他們在一起了。另一邊，想要吞噬朝鮮的絕對惡人金子俊，為了推翻這個世界正在果敢地實行最後地計劃⋯⋯

## 演員陣容

### 主要人物
- 玄彬 飾演 降臨大君李清[3]，昭願世子之弟，影射鳳林大君李淏，歷史上的朝鲜王朝孝宗。
- 張東健 飾演 金子俊[4]，時任兵判，六判書之首，影射孝宗時期因叛亂遭流放的親清大臣金自點。

### 其他人物
- 趙宇鎮 飾演 宗司朴乙龍，昭願世子心腹。
- 鄭滿植 飾演 學株，李清的侍從。
- 李善彬 飾演 朴德熙[5]
- 金義聖 飾演 朝鮮國王，影射朝鲜王朝仁祖。
- 趙達煥 飾演 大吉
- 朴真宇（朝鲜语：박진우 (1973년)） 飾演 萬寶
- 徐智慧 飾演 趙福實，後宮妃子。
- 韓智恩 飾演 慶嬪，昭願世子妃。[6]
- 许成泰 飾演 李呈琅
- 白秀章（朝鲜语：백수장） 飾演 朴顯
- 許俊碩 飾演 刀疤，假冒的禁衛軍首領，奉金子俊之命截殺李清。[7]
- 馬修·杜瑪（朝鲜语：매튜 다우마） 飾演 阿蘭塔夜鬼
- 趙德賢 飾演 大臣
- 李宰久（朝鲜语：이재구 (배우)） 飾演 大臣
- 孔正煥（朝鲜语：공정환） 飾演 禁衛軍統領
- 張仁浩 飾演 鄭別監
- 林哲亨（朝鲜语：임철형） 飾演 部將都亨洙，楊花津守將。
- 宋旭京（朝鲜语：송욱경） 飾演 都總管
- 鄭惟安 飾演 石介[8]
- 朴成澤（朝鲜语：박성택） 飾演 軍卒夜鬼
- 申美英 飾演 軍卒夜鬼的妻子
- 朴智娥（朝鲜语：박지아） 飾演 石介的母親
- 趙尹瑞 飾演 後宮
- 金大坤（朝鲜语：김대곤 (배우)） 飾演 御醫
- 崔媛呈（朝鲜语：최연청） 飾演 芙蓉樓宴會主舞姬
- 全雲鐘（朝鲜语：전운종） 飾演 官衙居民
- 金夏妍（朝鲜语：김하연 (2010년)） 飾演 昭願世子之女
- 李亨元（朝鲜语：이형원 (배우)） 飾演 芙蓉樓的伙計
- 趙漢俊（朝鲜语：조한준 (배우)） 飾演 夜鬼

### 特別出演
- 金柱赫 飾演 昭願世子，但因車禍驟逝，由金太祐自願接替完成拍攝。[9]
- 金太祐 飾演 昭願世子，影射昭顯世子。[10]

## 獎項榮譽
| 年份   | 頒獎禮               | 獎項   | 入圍者             | 結果 |
| ------ | -------------------- | ------ | ------------------ | ---- |
| 2019年 | 第24屆春史國際電影節 | 技術獎 | 皮大成（特殊化妝） | 獲獎 |

## 外部連結
- NAVER上《屍殺帝國》的資料
- Daum上《屍殺帝國》的資料

- 韩国电影数据库（KMDb）上《屍殺帝國》的資料
- Movist - 屍殺帝國 （页面存档备份，存于）
- 互联网电影数据库（IMDb）上《屍殺帝國》的资料（英文）
- 豆瓣电影上《屍殺帝國》的資料 （简体中文）
- Metacritic上《屍殺帝國》的資料（英文）
- Box Office Mojo上《屍殺帝國》的資料（英文）
- 爛番茄上《屍殺帝國》的資料（英文）